# أبو مالك عبد الواحد الزياني
 أبو مالك عبد الواحد  سلطان الدولة الزيانية السابع عشر بتلمسان. حكم لمرتين الأولى من 1411 إلى 1424 والثانية من 1428 إلى 1430.

## حياته

### اسمه ونسبه
أبو مالك عبد الواحد بن أبي حمو موسى بن أبي يعقوب يوسف بن أبي زيد عبد الرحمن بن أبي زكريا يحي بن يغمراسن بن زيان العبدوادي الزناتي.

## حكمه
بويع بتلمسان يوم السادس عشر من رجب سنة 814 هـ الموافق 3 نوفمبر 1411 م. وقد ثار على أخيه السلطان السعيد بن أبي حمو بدعم من بني مرين وكان هذا آخر تدخل للمرينيين بشؤون تلمسان والمغرب الأوسط.
و في فترة حكمه الأولى التي قاربت ثلاثة عشر سنة عادت للدولة الزيانية هيبتها وعرفت استقرارا سياسيا واجتماعيا، واستعاد أملاك الدولة من الجهة الشرقية من الحفصيين ومن الجهة الغربية من المرينيين.
و وفد عليه من الأندلس الأمير أبو زيان محمد بن أبي طريق بن السلطان أبي عنان المريني، من طرف ابن الأحمر سلطان غرناطة سنة 823 هـ 1420 م، فجهزه بالجيوش والعمال وأعانه على انتزاع الملك بفاس.
و أقام الاحتفالات البهيجة بالمولد النبوي الشريف كعادة أبيه السلطان أبي حمو الثاني، وازدهرت في عصره الحياة الأدبية، قال التنسي: «و نفق في أيامه سوق الأدب، وجاء بنوه إلى بابه ينسلون من كل حدب، فينقلبون بجر الحقائب ظافرين بجزيل الرغائب». وممن وفد عليه الأديب أبو الحسن علي العشاب الفاسي مهنئا بقصيدة بمناسبة استرجاع مدينة الجزائر من الحفصيين، وختام هذه القصيدة:

## الغزو الحفصي لتلمسان
نهض السلطان أبو فارس عبد العزيز الحفصي المدعو عزوز يقود جيوشه بنفسه إلى تلمسان سنة 827 هـ / 1424 م، ودخلها منتصرا يوم 16 جمادى الثانية سنة 827 هـ الموافق 16 مايو 1424 م، ففر منها السلطان عبد الواحد والتحق بالمغرب، وقام بتعيين أبي عبد الله محمد بن السلطان أبي تاشفين الثاني سلطانا عليها.
و قد بدأت بهذا مرحلة النفوذ الحفصي على الدولة الزيانية، وعرفت الدولة الحفصية في هذه الفترة استقرارا وقوة جعلتها تفرض نفوذها على بني زيان بالمغرب الأوسط وبني مرين بالمغرب الأقصى.

## استرجاعه للملك
بعد فراره إلى المغرب حاول السلطان عبد الواحد استعادة تلمسان لكنه فشل في ذلك وعجز بنو مرين على مظاهرته. فبعث ابنه المستنصر إلى سلطان تونس أبي فارس عبد العزيز لطلب النصرة فأجابه بالدعوة للقدوم إلى تونس، فقبضت على المستنصر بن عبد الواحد عيون أبي عبد الله بن الحمراء واستولوا على الرسائل التي معه، وجاؤوا به إلى تلمسان فقتله السلطان أبو عبد الله وخلع طاعة الحفصي. بعد ذلك انتقل عبد الواحد إلى تونس مع حاجبه أبن أبي حامد لطلب النصرة من صاحبها، فأعانه وأرسل معه قائد قسنطينة العلج «جا الخير». فانهزم الجيش الحفصي وحلفاء عبد الواحد ورجعوا إلى تونس. ذكر التنسي أن سلطان تونس نهض بعد ذلك بنفسه إلى تلمسان وكانت ذريعة الحرب استقبال أبي عبد الله الثاني لبعض أعداءه، ودخلها السلطان الحفصي بجيوشه منتصرا في رجب سنة 831 هـ الموافق أبريل سنة 1428م ، وذكر الزركشي مؤرخ الدولة الحفصية أن عبد الواحد دخل تلمسان وحده منتصرا مستجيشا بالأعراب. وعاد السلطان أبو مالك عبد الواحد إلى عرشه، وفر أبو عبد الله إلى جبال بني يزناسن ثم اتجه شرقا إلى تنس.

## نهاية حكمه ووفاته
انتقل السلطان المخلوع أبو عبد الله بن الحمراء إلى الجهة الشرقية وشرع بجمع الأنصار والمؤيدين، وبعد سنتين هاجم تلمسان بجيوشه، ودخلها منتصرا يوم 4 ذي القعدة سنة 833 هـ الموافق 25 يوليو 1430 م وقتل السلطان أبا مالك عبد الواحد.
| سبقه السعيد بن أبي حمو        | سلطان الدولة الزيانية 1411 - 1424 | تبعه أبو عبد الله محمد الثاني |
| سبقه أبو عبد الله محمد الثاني | الفترة الثانية 1428 - 1430        | تبعه أبو عبد الله محمد الثاني |